# Georgij Šengelija
Georgij Šengelija (Mosca, 11 maggio 1960) è un regista russo.

## Filmografia parziale

### Regista
- Menjaly (1992)
- Strelec neprikajannyj (1993)
- Klassik (1998)
- Musorščik (2001)